# Клагенфуртский собор
Клагенфуртский собор или Собор святых Петра и Павла (нем. Klagenfurter Dom) — католическая церковь, находящаяся в городе Клагенфурт, Австрия. Церковь святых Петра и Павла является кафедральным собором епархии Гурка. Церковь является одной из самых древних образцов протестантской архитектуры Австрии.

## История
Церковь святых Петра и Павла была построена в 1578 году. Первоначально она носила имя Святой Троицы и была протестантской. В XVI веке протестантизм в Каринтии имел широкое распространение. Церковь святой Троицы была религиозным центром протестантского Клагенфурта.
В 1600 году в Австрии началась Конрреформация и жители Клагенфурта мирно перешли в католицизм. В 1604 году церковь Святой Троицы была передана Католической Церкви и она была освящена в честь апостолов Петра и Павла. В это же время храм был передан в попечение иезуитам, которые пристроили к храму несколько часовен на северной и южной части церкви и украсили церковь лепниной. В 1665 году в церкви был построен новый алтарь и часовня святого Франциска Ксаверия в южной части храма — фамильная усыпальница Орсини-Розенбергов.
В 1773 году иезуиты оставили Клагенфурт и церковь святых Петра и Павла потеряла своё значение, пока в 1787 году кафедра епархии Гурка не была перенесена из Гурка в Клагенфурт. Церковь святых Петра и Павла приобрела статус кафедрального собора епархии Гурка.
Во времена протестантского Клагенфурта церковь находилась внутри больницы. Эта больница была соединена с собором через внутренний двор с аркадой. Иезуиты расширили больницу и использовали её как учебное заведение. После оставления иезуитами города, это помещение использовалось как казарма. Во время II Мировой войны часть бывшей больницы была сильно разрушена и долгое время не восстанавливалась. В 1964 году эта часть больничного помещения была окончательно разрушена. После демонтажа перед церковью появилась площадь и открылся фасад собора, который стал нуждаться в переделке. Был объявлен конкурс, после которого архитектор Эвальд Капланер в 1973 году окончательно обустроил современный фасад церкви.

## Источник
- Peter Allmaier: Der Dom zu Klagenfurt. (Kirchenführer) Kunstverlag Peda, Passau 1994, ISBN 3-930102-15-3
- Dehio-Handbuch. Die Kunstdenkmäler Österreichs. Kärnten. Anton Schroll, Wien 2001, ISBN 3-7031-0712-X, S. 350—353
- Wilhelm Deuer: Die protestantische Dreifaltigkeitskirche in Klagenfurt und ihre Umwidmung in eine Jesuitenkirche. In: France Martin Dolinar (Hrsg.): Katholische Reform und Gegenreformation in Innerösterreich 1564—1628. Hermagoras, Klagenfurt 1994, ISBN 3-85013-358-3, S. 637—654